# Famille von Bock
La famille von Bock, issue de la maison Lachmes, est une famille de la noblesse allemande de la Baltique (dite teutonne) dont il existe toujours des descendants aujourd'hui. Elle ne doit être confondue avec la famille von Bock issue de la maison Suddenbach, également d'origine allemande de la Baltique, mais qui n'a pas de lien de parenté avec la première et qui est arrivée avec les premiers chevaliers teutoniques.
La famille von Bock de la maison Lachmes (a.d.H Lachmes en allemand) est arrivée quant à elle au XVIe siècle en Livonie et en Estland, en provenance de la Basse-Silésie. Elle n'a pas non plus de lien de parenté avec la famille von Bock und Pollach qui est demeurée en Basse-Silésie.

## Historique

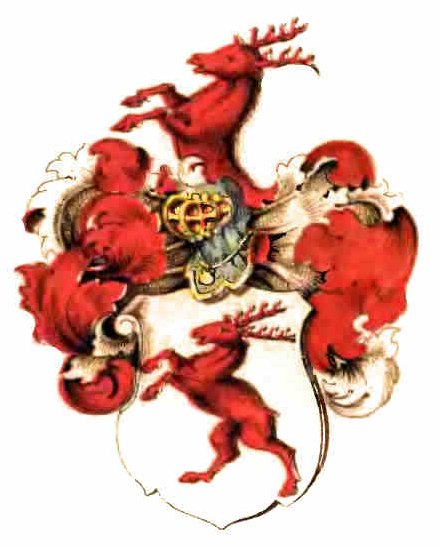
Blason de la famille von Bock (Lachmes), selon le registre de la noblesse de Livonie (Riga, 1747)

Wolmar Bock, seigneur de Gröneichen, dans la principauté de Breslau, est arrivé en Livonie dans la seconde moitié du XVIe siècle pour se mettre au service du roi de Suède contre la Moscovie. Elle est élevée au rang de chevalier en Livonie, lorsque celle-ci est sous le pouvoir des rois de Pologne (1561-1629). Lorsque la province passe à la couronne suédoise, Wilhelm von Bock (1608-1689), seigneur de Kersel et de Willust en Estland, est immatriculé à la noblesse suédoise (Bock från Lachmes) en 1689 (no 1174).
Par la suite, les provinces baltes sont intégrées à l'Empire russe. La famille von Bock est immatriculée en 1745 à l'assemblée de la noblesse de Livonie (no 56). Son immatriculation à l'assemblée de la noblesse du gouvernement d'Estland suit en 1818, pour Heinrich August von Bock (1771-1863), seigneur de Kersel; ainsi que pour Heinrich Berend Wilhelm von Bock (1781-1857), seigneur de Sellie.

## Domaines de la famille

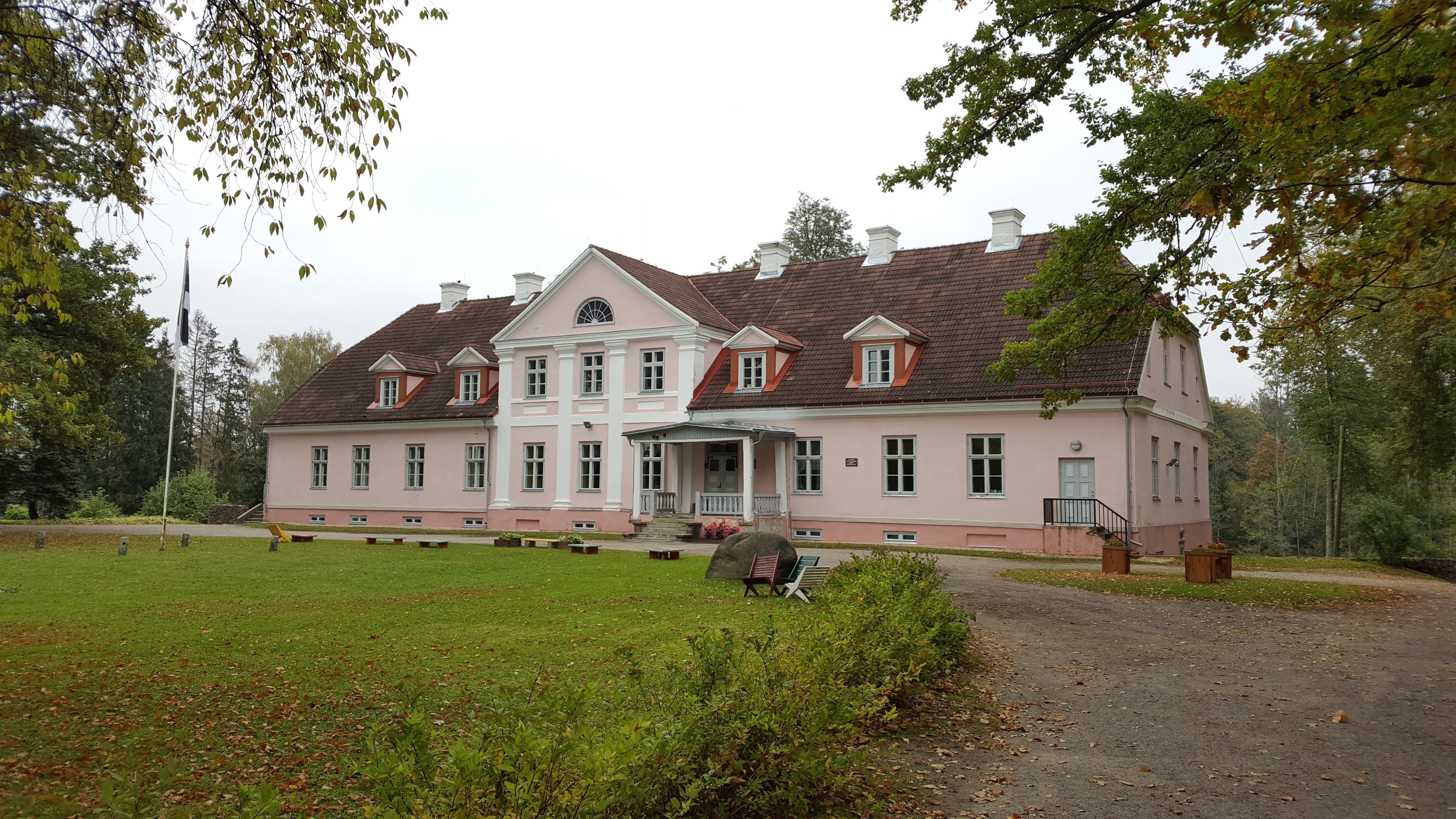
Manoir de Lachmes en 2017

La famille von Bock a possédé les domaines suivants avant d'en être expropriée en 1919, lorsque les familles de la noblesse allemande ont dû être expulsées des pays baltes, devenus indépendants:
En Estland (aujourd'hui Estonie):
Alexandershof (1891–1899) dans la paroisse de Pölwe; Arrohof (1796–1820) dans la paroisse de Nüggen; Neu Bornhusen (1833–1919) dans la paroisse de Hallist; Engdes (1866–1876) et Nömme (1817–1829) dans la paroisse de Klein St. Marien; Enge (1866–1876) et Lachmes (1599–1919) dans la paroisse de Groß St. Johannis; Kechtel (1730–1772) dans la paroisse de Rappel; Kersel (1679–1919), Schwarzhof (1741–1912), Willust (1679–1799) dans la paroisse de Paistel; Alt Köllitz, (1861– ante 1873) dans la paroisse de Kannapäh; Kuckulin (1853–1860) dans la paroisse d'Ecks; Ledis (1842–1854), Restfer (1828–1854) et Waimastfer (1799–1817) dans la paroisse de Lais; Ninigal (1732–1919) dans la paroisse de Fellin–Land; Paenküll (1777–1822) dans la paroisse de Merjama; Sellie dans la paroisse de St. Simonis; Woiseck (1748–1837) dans la paroisse de Klein St. Johannis

## Personnalités
On peut distinguer les personnalités suivantes de la famille von Bock:
- Berend Johann von Bock (1701-1769), 1742–1769 sénateur de Livonie, superviseur luthérien de l'église de Pernau et député en 1745 à Saint-Pétersbourg
- Gustav Jacob von Bock (1730-1768), général de l'armée impériale russe[4]
- Georg Karl Heinrich (1758-1812), surnommé le beau maréchal (der schöne Kreismarschall)capitaine-lieutenant de l'armée impériale russe à la Garde de Catherine la Grande, conseiller d'État, directeur des hôpitaux militaires, il introduit en Russie la première batteuse jamais conduite ici, propriétaire de la première verrerie de Russie
- Heinrich August von Bock (1771-1863), 1817–1820 juge de paix à Pernau, 1819 chevalier de l'Ordre de Saint-Vladimir de IVe classe, 1827–1847 sénateur à l'assemblée de Livonie, auteur d'écrits sur la politique territoriale
- Timotheus Eberhard von Bock (de) (1787-1836), capitaine de la garde des hussards de l'armée impériale russe et opposant au régime impérial
- Woldemar Bernhard Wilhelm Georg Heinrich von Bock (1816-1903), vice-président de l'assemblée de la noblesse de Riga  et compositeur
- Heinrich Anton Hermann Karl Peter Moritz von Bock (1818-1903), 1867–1872 et 1884–1887 sénateur de l'assemblée de Livonie, 1872-1884 maréchal de la noblesse de Livonie, chambellan à la Cour de Russie, conseiller d'État effectif à la table des rangs, chevalier de l'ordre de Saint-Stanislas de Ire classe
- Georg von Bock (1818-1876), vice-amiral de la marine impériale russe
- Gustav Wilhelm von Bock (1823-1900), architecte, auteur entre autres du bâtiment de l'église de l'université de Dorpat
- Dr. med. Friedrich Wilhelm von Bock (1824-1904), conseiller d'État effectif et bourgmestre de Dorpat
- Prof. Alexander Friedrich von Bock (1829-1895), conseiller d'État effectif, peintre, professeur de sculpture à l'académie des beaux-arts de Saint-Pétersbourg, chevalier de l'ordre de Saint-Vladimir de IIIe classe[5]
- Wladimir von Bock (1850-1899), conseiller d'État effectif, conservateur, archéologue et coptologue